# Simon Norrthon
Erik Simon Norrthon, född 4 augusti 1967 i Fosie i Malmö, är en svensk skådespelare.

## Biografi
Norrthon utexaminerades 1992 från Teaterhögskolan i Stockholm.
Han tilldelades 1993 festivalpriset Gold Star som Best European Masculine Hope för sin medverkan i filmen Tala! Det är så mörkt, samt 2000 Guldklappan som bästa skådespelare för rollen i Ett liv i backspegeln. 
Simon Norrthon är sedan juni 2018 förbundsordförande för  Fackförbundet Scen & Film.
Norrthon är gift med skådespelerskan Sylvia Rauan. Paret har två barn.

## Filmografi (urval)
- 1993 – Tala! Det är så mörkt
- 1994 – Bara du & jag
- 1995 – Pensionat Oskar
- 1996 – Bengbulan
- 1996 – Euroboy
- 1998 – 1732 Høtten
- 2000 – I väntan på bruden
- 2000 – Naken
- 2001 – Stopp
- 2003 – Kommer du med mig då?
- 2003 – Villmark
- 2004 – Björnbröder
- 2006 – Wallander – Blodsband
- 2006 – Wellkåmm to Verona
- 2012 – Player
- 2015 – Beck – Invasionen
- 2016 – Flickan, mamman och demonerna

## TV-produktioner
- 1993 - Allis med is
- 1994 - Rapport till himlen
- 1998 - Stormen
- 1998 – Pip-Larssons (TV-serie)
- 1999 - Faust i Piteå
- 2000 - Det nya landet
- 2000 – Herr von Hancken (TV-serie)
- 2001 - Gustav III:s äktenskap
- 2001 - Humorlabbet
- 2003 - Kvarteret Skatan
- 2005 - Medicinmannen
- 2006 - LasseMajas detektivbyrå (julkalender)
- 2010 - Hotell Gyllene Knorren (julkalender)
- 2013–2014 – Äkta människor (TV-serie)
- 2015 – Modus (TV-serie)
- 2018 – Livet på Dramaten (TV-serie)

## Teater

### Roller (ej komplett)
| År   | Roll           | Produktion                                                       | Regi                | Teater                   |
| ---- | -------------- | ---------------------------------------------------------------- | ------------------- | ------------------------ |
| 1991 | Rudolf Notarie | Minns du den stad Per Anders Fogelström                          | Johan Bergenstråhle | Stockholms stadsteater   |
| 2003 | Edgar          | Kung Lear (King Lear) William Shakespeare                        | Stefan Larsson      | Dramaten                 |
| 2006 | Andy Warhol    | Valerie Jean Solanas ska bli president i Amerika Sara Stridsberg | Klaus Hoffmeyer     | Dramaten                 |
| 2007 | Will           | Blottare och parasiter Lucas Svensson                            | Ole Anders Tandberg | Dramaten                 |
| 2009 | Nikita         | Mörkrets makt (Власть тьмы, Vlast′ t′my) Lev Tolstoj             | Michaela Granit     | Dramaten                 |
| 2009 |                | Publiken (El público) Federico García Lorca                      | Suzanne Osten       | Göteborgs stadsteater    |
| 2014 |                | Faust och Faustin and out Elfriede Jelinek                       | Hilda Hellwig       | Göteborgs stadsteater    |
| 2016 | Mannen som går | Falla ur tiden (Nofel michutz lazman) David Grossman             | Suzanne Osten       | Dramaten                 |
| 2018 |                | Fenix Ann-Sofie Bárány                                           | Suzanne Osten       | Dramaten                 |
| 2019 |                | Hålla andan (How to hold your breath) Zinnie Harris              | Lena Endre          | Dramaten                 |
| 2020 |                | Furstinnan av Amalfi (The Duchess of Malfi) John Webster         | Suzanne Osten       | Dramaten                 |
| 2022 |                | Temps mort Lars Norén                                            | Suzanne Osten       | Kulturhuset Stadsteatern |

## Konst- och performanceverk

### Roller (ej komplett)
- 2008 The Other (Den Andre) interaktiv platsspecifik videoinstallation av koreografen Anna Koch och konstnärerna Geska & Robert Brečević / Performing Pictures på Hammarby Artport, Stockholm.[4]
- 2021 Verfünfungseffekt [5]videoinstallation av konstnärerna Geska & Robert Brečević / Performing Pictures.
- 2022-2023 Den Andre går igen interaktiv platsspecifik videoinstallation på BAS konsthall in Barkarby, Järfälla, av konstnärerna Geska & Robert Brečević / Performing Pictures.[6]

## Radio
- Clownen luktar bensin